# Peter Egger (Theologe)
Peter Egger (* 2. Februar 1948 in Bozen, Südtirol) ist ein italienischer römisch-katholischer Theologe, Philosoph, Literaturwissenschaftler und Autor aus Südtirol.

## Leben
Egger besuchte das Jesuitenkolleg Stella Matutina und maturierte 1968. Anschließend absolvierte er mehrere Studien. 1973 erlangte er an der Universität Padua die laurea (vergleichbar mit dem deutschen Diplom, Magister) in Philosophie, 1976/1977 den Magister in Fachtheologie und Religionspädagogik an der Universität Innsbruck, 1978 eine zweite laurea in Literaturwissenschaft in Padua. 1988 promovierte er mit seiner Dissertation Grundzüge des abendländisch-säkularisierten Menschen und die Antwort von "Gaudium et spes" an der Theologischen Fakultät der Universität Salzburg.
1978 erhielt er die österreichische Lehrbefähigung für das Fach Religion an Höheren Schulen und 1991 die italienische Lehrbefähigung für die Fächer Philosophie, Geschichte und Pädagogik. Er unterrichtete unter anderem in Innsbruck, in Salzburg, Tamsweg, Padua und am Vinzentinum in Brixen.
Er ist Dozent an der Philosophisch-Theologischen Hochschule Heiligenkreuz.
Seit 2007 hat Peter Egger regelmäßig Sendungen zu theologischen und philosophischen Themen bei Radio Horeb.

## Publikationen (Auswahl)
- Chancen im Wertechaos. Media Maria, Illertissen, 2. Auflage 2010 (1999), ISBN 978-3-9813003-0-7.
- Die Weltreligionen. Media Maria, Illertissen 2011, ISBN 978-3-9811452-8-1.
- Kleine Einführung in die Philosophie. dip3, Wilhering 2012, ISBN 978-3-902686-54-1.
- Kirchengeschichte. Licht und Schatten. Media Maria, Illertissen 2017, ISBN 978-3-9454013-1-6.